# Alexander Kuoppala
Alexander Kuoppala (født 11. april 1974) var rytmeguitarist for bandet Children of Bodom fra 1995-2003

## Biografi
Alexander blev født i byen Espoo i Finland 1974. Kuoppala begyndte at spille guitar i en alder af 10. Han blev introduceret til instrumentet af hans mor som lærte ham det grundlæggende. Hans stil var fokuseret på blues og jazz, men det ændrede sig senere da han begyndte at lytte til heavy metalbands som W.A.S.P., Judas Priest, Manowar og Ozzy Osbourne.
Da han var trompetspiller i et lokalt bigband lærte han valdhornsspilleren Jaska Raatikainen at kende som også var en trommeslager for et band kaldet IneartheD (i dag Children of Bodom). Bandet manglede på dette tidspunkt en rytmeguitarist og begge musikere kom godt ud af det med hinanden så Alexander blev inviteret til at slutte sig til dem i 1995.
1. ↑  Navnet er anført på engelsk og stammer fra Wikidata hvor navnet endnu ikke findes på dansk.
2. ↑  Navnet er anført på engelsk og stammer fra Wikidata hvor navnet endnu ikke findes på dansk.